# Christiane Schinkel

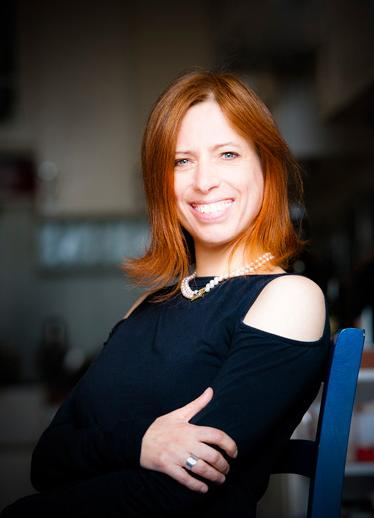
Christiane Schinkel 2012

Christiane Schinkel (* 6. Oktober 1965 in Bielefeld) ist eine ehemalige deutsche Politikerin der Piratenpartei und war von Februar bis Mai 2012 stellvertretende Vorsitzende des Berliner Landesverbandes.
Nach dem Rücktritt von Hartmut Semken am 16. Mai 2012 war sie Vorsitzende des Berliner Landesverbandes bis zur Landesmitgliederversammlung am 15. September 2012, bei der sie nicht mehr für diese Position kandidierte.

## Leben
Christiane Schinkel wuchs in Bielefeld auf. Nach dem Abitur studierte sie in Berlin. Die alleinerziehende Mutter eines Sohnes stieg 2002 aus ihrer Karriere in der Werbebranche aus, um sich als Freiberuflerin stärker um ihr Kind kümmern zu können. Schinkel arbeitete seitdem als freie Designerin, seit 2009 ist sie als Trainerin für Neue Medien an Schulen tätig. Im Juli 2011 trat sie der Piratenpartei bei.
Schinkel engagiert sich in der Familien- und Genderpolitik und realisierte mit der #PiratinnenKon im April 2013 zusammen mit Ursula Bub-Hielscher und der Prozessdesignerin Katrin Faensen die erste „liquide“ politische Konferenz der Piratenpartei Deutschland.